# مقدمه قانون اساسی ایالات متحده
مقدمه قانون اساسی ایالات متحده یا مدخل قانون اساسی ایلات متحده که با کلمات "ما مردم" (انگلیسی: We the People) شروع می‌شود، بیانیه مقدماتی مختصری از اهداف اساسی قانون اساسی ایالات متحده و اصول راهنما است. دادگاه‌ها از آن به عنوان مدرک قابل اعتمادی از نیات پدران بنیانگذار در مورد معنای قانون اساسی و آنچه آنها امیدوار بودند قانون اساسی به آن دست یابد، یاد کرده‌اند.

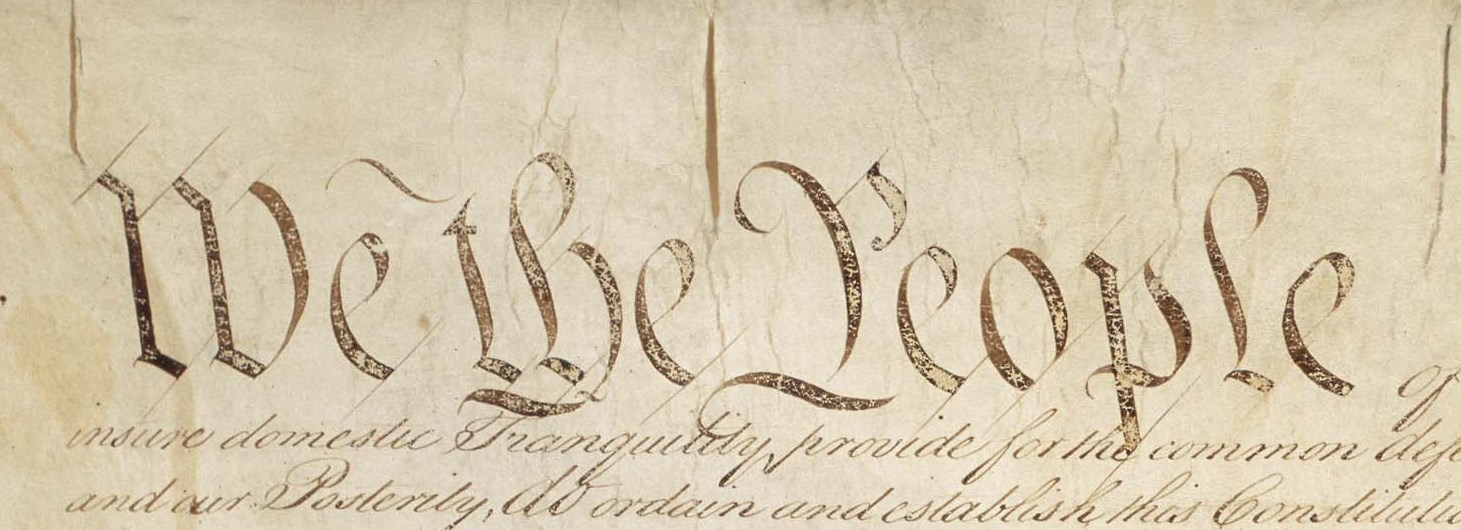
جزئیات نسخه دست‌نویس رسمی مقدمه، که توسط جیکوب شالوس نوشته شده‌است

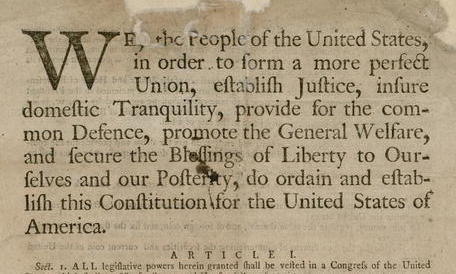
جزئیات مقدمه از چاپ اصلی دانلپ و کلیپول از قانون اساسی ایالات متحده، ۱۷۸۷

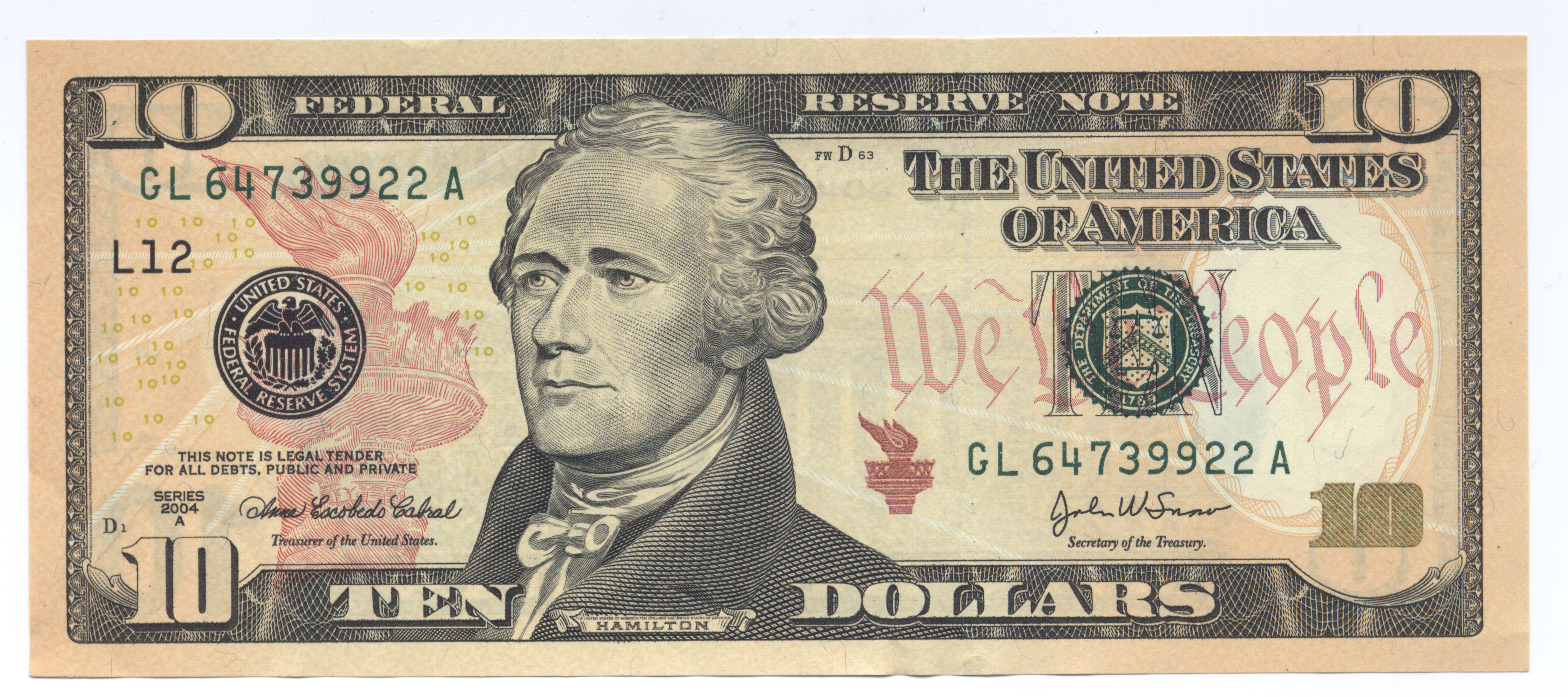
"ما مردم" از قانون اساسی اصلی از سال ۲۰۰۶ بر روی اسکناس ده دلاری ایالات متحده نمایش داده شده‌است.

مقدمه عمدتاً توسط گاورنور موریس، نماینده پنسیلوانیا در کنوانسیون قانون اساسی آمریکا در سال ۱۷۸۷ که در سالن استقلال در فیلادلفیا برگزار شد، نوشته شده‌است.
ما مردم ایالات متحده، به منظور تشکیل اتحادیه‌ای کامل‌تر، استقرار عدالت، تأمین آسایش ملی، تضمین دفاع مشترک، ارتقای رفاه عمومی و حفظ برکات آزادی برای خود و
آیندگانمان، قانون اساسی حاضر را برای ایالات متحده آمریکا وضع و مقرر می‌نماییم.

## تدوین
این مقدمه در آخرین روزهای کنوانسیون قانون اساسی آمریکا توسط کمیته سبک در قانون اساسی قرار گرفت که پیش نویس نهایی خود را نوشت و گاورنر موریس این تلاش را رهبری کرد. قبلاً در صحن کنوانسیون پیشنهاد یا مورد بحث قرار نگرفت. متن اولیه مقدمه به مردم ایالات متحده اشاره نمی‌کرد. بلکه به مردم ایالت‌های مختلف اشاره می‌کرد که معمول بود.
در اسناد قبلی، از جمله معاهده اتحاد با فرانسه در سال ۱۷۷۸، مواد کنفدراسیون، و معاهده ۱۷۸۳ پاریس که استقلال آمریکا را به رسمیت می‌شناخت، از کلمه «مردم» استفاده نشده بود و عبارت ایالات متحده بلافاصله با فهرستی از آنها همراه شد. ایالت‌ها، از شمال به جنوب. این تغییر به دلیل ضرورت انجام شد، زیرا قانون اساسی مقرر می‌داشت که هر زمان که کنوانسیون‌های تصویب کننده منتخب مردم نه ایالت تأیید خود را صادر کردند، صرف نظر از اینکه آیا هیچ‌یک از ایالت‌های باقیمانده آن را تصویب کرده‌اند یا خیر، این تغییر برای آن ۹ ایالت اجرا می‌شود.

## معنی و کاربرد
مقدمه صرفاً به عنوان مقدمه عمل می‌کند و اختیاراتی را به دولت فدرال اختصاص نمی‌دهد، و همچنین محدودیت‌های خاصی را برای اقدامات دولت ارائه نمی‌کند. به دلیل ماهیت محدود مقدمه، هیچ دادگاهی هرگز از آن به عنوان عامل تعیین‌کننده در قضاوت پرونده استفاده نکرده‌است، مگر در مورد دعوای بیهوده.

### ارتباط قضایی
دادگاه‌ها به هر سرنخی که در مقدمه در مورد معنای قانون اساسی می‌توانند بیابند، علاقه نشان داده‌اند. دادگاه‌ها تکنیک‌های متعددی را برای تفسیر معنای قوانین ایجاد کرده‌اند و از آنها برای تفسیر قانون اساسی نیز استفاده می‌شود. در نتیجه دادگاه‌ها گفته‌اند که در تفسیر مفهوم قانون اساسی باید از فنون تفسیری که بر متن دقیق سند تمرکز دارد استفاده شود. در مقابل این تکنیک‌ها، تکنیک‌هایی متوازن هستند که توجه بیشتری را بر تلاش‌های گسترده‌تر برای تشخیص معنای سند از چیزی بیش از فقط عبارت متمرکز می‌کنند. مقدمه برای این تلاش‌ها برای شناسایی «روح» قانون اساسی نیز مفید است.

### ماهیت مردمی قانون اساسی
قانون اساسی ادعا می‌کند که عمل با «ما مردم» است. با این حال، از آنجایی که نشان دهنده یک قرارداد اجتماعی عمومی است، محدودیت‌هایی برای توانایی شهروندان برای پیگیری دعاوی حقوقی که ادعا می‌شود ناشی از قانون اساسی است، وجود دارد. به عنوان مثال، اگر قانونی تصویب می‌شد که قانون اساسی را نقض می‌کرد، هیچ‌کس نمی‌توانست قانون اساسی این قانون را در دادگاه به چالش بکشد. در عوض، تنها فردی که تحت تأثیر قانون مغایر قانون اساسی قرار گرفته باشد، می‌تواند چنین چالشی را مطرح کند. به عنوان مثال، شخصی که مدعی مزایای خاصی است که توسط یک قانون ایجاد شده‌است، نمی‌تواند به دلایل قانون اساسی، مکانیسم اداری را که به آنها اعطا می‌کند به چالش بکشد. همین اصول در مورد نهادهای شرکتی اعمال می‌شود، و می‌توانند دکترین فرسودگی راه‌حل‌ها را دخیل کنند.